# Аксу-Джабаглинский заповедник
Аксу́-Джабагли́нский запове́дник, официальное название Аксу́-Жабагли́нский госуда́рственный приро́дный запове́дник (каз. Ақсу́-Жабағылы́ мемлекетті́к табиғи́ қорығы́) — первый и старейший заповедник в Казахстане.
Расположен в западной оконечности хребта Таласский Алатау в Тюлькубасском, Толебийском и Байдибекском районах Туркестанской области, а также в Жуалынском районе Жамбылской области на общей площади в 131 934 га.

## История
Заповедник «Аксу-Джабаглинский» организован постановлениями Совета народных комиссаров Казахской АССР от 14 июля 1926 года и СНК РСФСР от 27 мая 1927 года на площади 30545 га. В 1929 году к заповеднику был присоединён каньон реки Аксу. Заповедник учреждён «с целью полного сохранения в неприкосновенном виде рек Аксу и Жабаглы со всеми их древесными и кустарниковыми насаждениями, травянистым покровом и населяющим этот заповедник животным миром — как памятник природы». В 1935 году площадь была увеличена до 48 570 га — были присоединены долины рек Бала-Балдыбрек и Балдыбрек.
Высочайшей точкой заповедника является пик "Сайрам", который также называют "Актюеольген", что в переводе с казахского означает "бездыханный верблюд". С центральной части заповедника виднеется массивный ледниковый хребет "Бугулутор", имеющий высоту 3926 м над уровнем моря. 
На территории заповедника расположен визит-центр для туристов, в котором находится музей-природы. В данном музее посетитель может получить информацию о заповеднике, а также ознакомиться с маршрутами по экологическим тропам заповедника. 
По постановлению Правительства Республики Казахстан от 17 ноября 2005 года «О предоставлении земельных участков в постоянное землепользование государственному учреждению „Аксу-Жабаглинский государственный природный заповедник“ Комитета лесного и охотничьего хозяйства Министерства сельского хозяйства Республики Казахстан», территория заповедника Аксу-Жабаглы составляет 57 774 га. Заповедник занимает большую часть северо-западной оконечности Таласского Алатау и смежный с ним участок Угамского хребта. Он входит в состав Южно-Казахстанской, занимая её крайнюю юго-восточную часть, и Жамбылской областей Казахстана. В 120 км к северо-западу от основной территории, на Боролдайском хребте Сырдарьинского Каратау, расположен филиал заповедника — палеонтологический участок Карабастау площадью 126 га. Второй палеонтологический участок Аулие имеет площадь 100 га.
12 июня 2015 года заповедник Аксу-Жабаглы был включён в список объектов всемирного наследия ЮНЕСКО в Казахстане.

## Флора и фауна
Флора заповедника Аксу-Жабаглы, по новейшим данным, включает 1737 видов, в том числе 235 видов грибов, 64 вида лишайников, по 63 вида водорослей и мохообразных и 1309 видов высших растений (относящихся к 481 роду из 91 семейства). Богатейшими семействами по видовому составу являются сложноцветные (215 видов из 74 родов), бобовые (128 видов), злаки (116 видов), розоцветные (69 видов), зонтичные (67 видов), губоцветные (64 вида), гвоздичные (56 видов), крестоцветные (53 вида), лютиковые (48 видов), норичниковые (45 видов), бурачниковые (40 видов) и лилейные (34 вида).
Эмблема заповедника — тюльпан Грэйга, ставший предметом экспорта. Размер его багрово-красных лепестков 12-15 см.
На территории заповедника отмечено 2682 вида насекомых, из которых 984 вида жуков, 478 видов бабочек, 422 вида полужесткокрылых, 406 видов перепончатокрылых, 259 видов двукрылых.
Фауна рыб включает 7 видов, наиболее типичные из них — обыкновенная маринка (Schizothorax intermedius) и голый осман (Diptychus dybowskii).
В заповеднике встречаются 11 видов рептилий и 3 вида амфибий, что составляет более 70 % региональной фауны этих групп, а 3 вида занесены в Красную книгу Казахстана. Наибольшую тревогу в охране вызывает безногая ящерица — желтопузик.
Из позвоночных животных наиболее многочисленной является фауна птиц, она включает 247 видов. Из этих птиц на территории заповедника гнездятся 130 видов, в том числе 41 являются оседлыми. Птиц, встречающихся только весной и осенью, 80 видов, прилетающих на зиму — 19 видов, а нерегулярно залетных — 18 видов. В Красную Книгу занесены 11 видов, кроме этого ещё 2 вида птиц признаны МСОП (IUCN) глобально угрожаемыми — коростель (Crex crex) и белокрылый дятел (Dendrocopos leucopterus).
Млекопитающие в заповеднике представлены 52 видами, что составляет 80 % от всей териофауны Западного Тянь-Шаня, из них — грызуны (44 %), хищные (24 %), рукокрылые (18 %), копытные (9 %), зайцеобразные и насекомоядные (по 3 %). Копытных представляют архар, горный козел, косуля, марал и кабан, хищных млекопитающих — медведь, барсук, каменная куница, ласка и горностай, а грызунов и зайцеобразных — длиннохвостый сурок, дикобраз, заяц-толай и ондатра.
В Красную Книгу Казахстана занесены 10 видов редких и исчезающих видов млекопитающих. Особого внимания в охране заслуживают 3 вида млекопитающих — снежный барс, занесённый в список угрожаемых видов МСОП (IUCN), эндемичный западно-тяньшаньский вид сурок Мензбира и исчезающий в настоящее время эндемичный подвид архара.